# L'ospite sinistro
L'ospite sinistro (Der unheimliche Gast) è un racconto di Ernst Theodor Amadeus Hoffmann facente parte della raccolta I confratelli di Serapione, pubblicata in quattro volumi tra il 1819 e il 1821.

## Trama
In una fredda e piovosa serata la moglie del colonnello von G. e sua figlia Angelica attendono il ritorno del capofamiglia. È con loro Marguerite, dama di compagnia di Angelica, e, in seguito, arrivano anche il tenente Moritz von R. e l'avvocato Dagoberto. 
Il tenente inizia a raccontare una paurosa avventura accaduta a un ufficiale russo suo amico, di nome Boghislavo; ma quando è ormai vicino alla conclusione, ecco che improvvisamente entra nella sala un uomo vestito di nero il cui sguardo crudele lascia tutti sconcertati: è il conte S., un amico del colonnello, il quale lo ha accompagnato a casa. 
Dopo alcuni giorni, durante i quali il conte italiano è ospite del colonnello, la quotidiana tranquillità della famiglia viene sconvolta. Marguerite sembra aver perduto il senno, Moritz e Dagoberto diffidano di lui, Angelica ne è inizialmente attratta ma poi, provandone orrore, si lega sentimentalmente al tenente, il quale ricambia. 
L'inizio di una nuova campagna militare, con la partenza del colonnello e del tenente, riavvicina Angelica al conte, il quale ottiene misteriosamente il consenso di poterla sposare subito. Il giorno delle nozze, Moritz, erroneamente creduto morto in battaglia, ritorna con Dagoberto e l'amico Boghislavo, che riconosce nel conte S. (deceduto all'improvviso poco prima del loro arrivo) colui che tempo prima rapì con un diabolico inganno mentale una donna da lui amata. Egli era un maestro di magnetismo e arti oscure, grazie alle quali riusciva a soggiogare le persone al suo volere, ma le forze con cui aveva a che fare avevano avuto il sopravvento. Alla fine Moritz e Angelica possono finalmente sposarsi.

## Edizioni italiane
- E.T.A. Hoffmann, I Fedeli di San Serapione, introduzione di Bonaventura Tecchi, traduzione di Rosina Spaini, Gherardo Casini Editore, Roma, 1957.
- E.T.A. Hoffmann, Romanzi e racconti, volume II (I Confratelli di San Serapione), introduzione e nota bio-bibliografica di Claudio Magris, traduzioni di Carlo Pinelli, Alberto Spaini, Giorgio Vigolo, Einaudi, Torino, 1969.